# Zigmas
Zigmas ist ein litauischer männlicher Vorname (abgeleitet von Zigmantas).

## Personen
- Zigmas Angarietis (1882–1940), Revolutionär
- Sigitas Zigmas Geda (1943–2008), Dichter
- Zigmas Jukna (1935–1980), sowjetischer Ruderer
- Zigmas Levickis (* 1949), Jurist, Richter
- Zigmas Lydeka (* 1954), Ökonom, VDU-Rektor, Professor
- Zigmas Povilaitis (* 1934), Politiker, Mitglied des Seimas
- Zigmas Pranas Starkus (1892–≈1942),  Politiker, Innenminister
- Zigmas Toliušis (1889–1971),  Rechtsanwalt
- Zigmas Vaišvila (* 1956), Physiker und  Politiker, Vizepremierminister Litauens
- Vytautas Zigmas Vaitonis (1942–2020), Schachspieler
- Zigmas Zinkevičius (1925–2018), Baltist und Dialektologe